# Die DDR im Blick der Stasi
Die DDR im Blick der Stasi. Die geheimen Berichte an die SED-Führung ist eine  auf  39 Bände angelegte Edition von Quellen zur Geschichte der DDR und des Ministeriums für Staatssicherheit.  Die Reihe wird herausgegeben im Auftrag des Bundesbeauftragten für die Stasi-Unterlagen von Daniela Münkel.